# О’Салливан, Норин
Норин О’Салливан (ирл. Nóirín O'Sullivan; род. 3 ноября 1960 года) — ирландский полицейский и государственный служащий. Директор по стратегическим партнерствам в Европе в Международной ассоциации начальников полиции с октября 2017 года. Комиссар Гарды Шиханы с 25 ноября 2014 по 11 сентября 2017 года. Первая женщина на этом посту.

## Биография
Родилась 3 ноября 1960 года в Дублине. В 1981 году, в 21 год, поступила на службу в Гарду Шихану. В последующие годы продвигалась по карьерной лестнице, успев побыть в должностях сержанта и инспектора.
В 2000 году она была повышена до звания суперинтенданта и назначена в Колледж полиции Гарды Шиханы, где отвечала за подготовку специалистов, а также исполняла обязанности детектива-суперинтенданта в Национальном подразделении по борьбе с наркотиками. В этой должности она курировала контроль за поставками контролируемых веществ в страну.
В 2003 году получила очередное повышение и заняла пост старшего детектива-суперинтенданта в Техническом бюро Гарды. Позднее работала в Управлении по делам персонала.
К 2007 году была назначена помощником комиссара в западной части Ирландии, продолжая при этом заниматься кадровыми вопросами. В июне 2009 года О’Салливан была переведена на пост помощника комиссара по борьбе с преступностью и вопросам безопасности. В 2011 году она стала заместителем комиссара по операциям (Deputy Commissioner for Operations), став первой женщиной в истории службы, достигшей этой должности.

## Комиссар Гарда Шихана
В марте 2014 года Мартин Каллиган, бывший Комиссаром Гарды с 2010 года, подал в отставку в связи со скандалом, вызванным аннулированием штрафных баллов за дорожные нарушения для влиятельных лиц. После отставки Каллигана Службой государственных назначений Ирландии была создана специальная комиссия для избрания нового комиссара Гарды. По результатам её работы, Норин О’Салливан стала единственным рекомендованным кандидатом, позже утверждённым министром юстиций Ирландии Фрэнсисом Фицджеральдом.

### Обвинения в коррупции
В марте 2017 года газета The Irish Times опубликовала отчёт, в котором утверждалось, что сотрудники Гарды за предыдущие годы незаконно внесли в отчёты данные о 1,9 миллионах тестов на алкоголь, якобы проведённых водителям, хотя большая их часть в действительности не имела места. Это число почти вдвое превышало реальное количество зарегистрированных проверок, и несоответствия наблюдались во всех 28 полицейских округах страны

.
В том же 2017 году был опубликован внутренний аудит Гарды. Он выявил, что руководство Колледжа полиции Гарды Шиханы неправомерно пользовалось бюджетными средствами: в том числе на подарки и развлечения. В связи с этим, О’Салливан предстала перед Комитетом государственных расходов Ирландии как руководитель Гарды, потенциально знавший о финансовых махинациях в своём отделе. На протяжении всего дела её показания противоречили друг другу, а уровень её поддержки падал. Несмотря на то, что она была оправдана, 10 сентября 2017 года Норин О’Салливан объявляет о своем уходе из Гарды, заявив о "бесконечном цикле проверок".